# Bitka na Grobničkom polju
Bitka na Grobničkom polju je legendarna bitka koja se vodila na Grobničkom polju u zaleđu Rijeke godine 1242. i u kojoj su hrvatske snage porazile mongolsku (tatarsku) vojsku, čija je namjera bila prodrijeti dalje u Europu s ciljem da ju osvoji. Temeljena na narodnoj predaji, potkrijepljena arheološkim nalazištima iz više različitih pretpovijesnih i povijesnih razdoblja koja su otkrivena na području Grobničkog polja. Bitka se, prema općenitom mišljenju stručnih krugova, u stvarnosti nije dogodila, jer nema vjerodostojnih dokaza o njoj, pa se smatra legendom.

## Povijesna pozadina
U sklopu svoje ekspanzije pod vrhovnim vodstvom Džingis-kana, Mongolsko Carstvo je u dvadesetim godinama 13. stoljeća došlo do granica europskih zemalja. Nakon osvajanja Rusije i Poljske, na red je došla Ugarska, gdje je u bitki na rijeci Šaju godine 1241. ugarska vojska predvođena kraljem Belom IV. teško poražena. Kralj se uspio spasiti i počeo uzmicati u pravcu Hrvatske, a mongolska ga je brza konjica progonila, usput poharavši sva područja kojima je prolazila. Poznato je da se Bela IV. sklonio u Trogiru ili na obližnjim otocima i da ga progonitelji nisu uspjeli uhvatiti.

## Bitka
Nekako u to vrijeme su se, prema predaji, Tatari (uobičajen tradicionalni hrvatski naziv za vojsku sastavljenu od brojnih različitih azijskih naroda i plemena, predvođenu mongolskim vođama) našli i na Grobničkom polju. Tu ih je dočekala hrvatska feudalna vojska, čiji sastav, brojnost, kao ni njen zapovjednik, nisu poznati. Zna se samo da su Tatari, kojima je na čelu bio Džingis-kanov unuk Batu-kan, bitku izgubili i da su skoro svi izginuli, te da je poprište sukoba bilo prepuno mrtvih tijela, odnosno grobova.
Povijesno verificirane činjenice govore da je tatarska vojska koja se 1242. godine nalazila u Hrvatskoj iznenada napustila naše krajeve, što je bilo u vezi sa smrću vrhovnog kana Ogotaja i sudjelovanjem Batu-kana na kurultaju - skupštini kanova za izbor njegovog nasljednika.   

## Osvrti, sjećanja i osporavanja
Na temu bitke na Grobničkom polju su se tijekom prošlih stoljeća osvrnuli svojim djelima neki hrvatski književnici i umjetnici, kao što su na primjer Dimitrije Demeter (ranoromantička poema „Grobničko polje“ iz 1842. godine, na 600-tu obljetnicu bitke), Celestin Medović (slika „Boj na Grobničkom polju“ iz 1894. godine), Antun Vramec, Pavao Ritter Vitezović i Andrija Kačić Miošić.
Kako zbog nedostatka izvornih vjerodostojnih dokaza stručnjaci ovu bitku drže samo legendom, o njoj se relativno malo govori i piše. Ipak, u narodu se održava sjećanje na nju, gdjekad s maštovitim detaljima, kao na primjer, da je tijekom same bitke hrvatskim vitezovima priskočilo u pomoć lokalno seosko stanovništvo, koje je bilo odjeveno u pokladnu odjeću od ovčjeg krzna, noseći na glavi zastrašujuće maske s lubanjom i rogovima bika, a na leđima velika bučna zvona (dondole). Ti su tzv. „dondolaši“ (zvončari) utjerali strah u kosti Tatarima i tako pridonijeli pobjedi Hrvata. 
U pojedinim mjestima u zaleđu Rijeke obilježavaju se i u novije vrijeme obljetnice Grobničke bitke, pa je primjerice Kulturno-umjetničko društvo „Sloga“ iz Hreljina u „HNK Ivana pl. Zajca“ u Rijeci održalo svečani nastup u povodu 700 godina Vinodolskog zakonika i 750 godina bitke na Grobničkom polju.  

## Arheološki nalazi na Grobnišćini
U pogledu arheoloških nalazišta na Grobnišćini, ona obuhvaćaju razdoblja Halštatske kulture, zatim kulture Liburna, Starog Rima i ranog Srednjeg vijeka. Srednjovjekovni nalazi sastoje se samo od keramičkih posuda iz 8. stoljeća, koje čine grobne priloge. Nalazi koji bi nedvojbeno upućivali na boj Hrvata i Tatara u dosadašnjim iskopinama nisu nađeni. No, 2013. godine je u Pomorskom i povijesnom muzeju Hrvatskog primorja (PPMHP) u Rijeci pronađen u prvoj polovici 20. stoljeća pohranjen mač, za kojeg je utvrđeno da je izrađen na sjeveru Europe sredinom 13. stoljeća. U evidenciji PPMHP-a stoji da je taj mač otkriven na istočnom dijelu Grobničkog polja (dvorac Majur) 1934. godine. Pronađeni izložak iz doba boja s Tatarima na Grobničkom polju je Katedra Čakavskog sabora za Grobnišćinu, u suradnji s PPMHP u Rijeci, javnosti predstavila na izložbi "Žeravice" u okviru tradicionalne tromjesečne manifestacije "Grobnička jesen 2013."

## Vanjske poveznice
- Bitka na Grobničkom polju – dio povijesti Grobnišćine  Arhivirana inačica izvorne stranice od 13. svibnja 2010. (Wayback Machine)
- Obilježavanje 750-te obljetnice Grobničke bitke  Arhivirana inačica izvorne stranice od 5. prosinca 2008. (Wayback Machine)
- Arheološko nalazište Grobišće
- Grobnički dondolaši – legendarni sudionici bitke  Arhivirana inačica izvorne stranice od 2. prosinca 2008. (Wayback Machine)
- Mač iz sredine 13. stoljeća – muzejski izložak iz razdoblja kad je vođena bitka